# Nathalie Drago
Nathalie Marie Drago, född 23 april 1970 i Spånga församling, Stockholms län, är en svensk manusförfattare, dramaturg och scripta. 

## Filmmanus
- 2000 – Vingar av glas